# مكتبة الطوار
مكتبة الطوار، هي من أشهر وأهم المكتبات في مدينة دبي في الإمارات العربية المتحدة, والمكتبة تابعة لهيئة الثقافة والفنون في دبي، تم تأسيسها في عام 2007، وتحتوي أكثر من 68 ألف عنوان لأشهر المؤلفين من أنحاء العالم. تقع المكتبة في منطقة الطوار1 قرب مطار دبي الدولي مبنى3 في شارع دمشق.

## نبذة عامة
أنشئت هذه المكتبة من قبل بلدية إمارة دُبي، على مساحة تساوي 2300 متر مربع، وتتشكل المكتبة من طابقين أساسيين ومبنى خاص للأطفال يضم قاعة متعددة الاستخدامات تسع نحو 150 طفلًا، والمكتبة إدارياً تتبع مكتبة هور العنز العامة، وتقدم مجموعة متنوعة من المواد لنشر الثقافة بين جميع سكان دُبي.

## الخدمات
تقدم مكتبة الطوار خدمات متنوعة من أهمها:

### الخدمات الأساسية
يتم تقديم هذه الخدمات لجميع الزائرين في المكتبة وتشمل: خدمات المعلومات، والخدمات الإرشادية، والخدمات المرجعية الداخلية والخارجية، وخدمة الإحاطة الجارية وتزويدها بالصحف.

### الخدمات الإلكترونية
حرصت المكتبة دومًا على استخدام التقنيات الحديثة لضمان تطوير وتسريع سير عمل الخدمات لزوارها، تحت رؤية تهدف إلى تلبية متطلبات الأعضاء بأسرع وقت ممكن، حيث يتم ذلك بوسائل حديثة أكثر توفيرًا للوقت والجهد والمال؛ مما يؤدي إلى الحصول على أكبر قدر من المعلومات المفيدة. وتشمل الخدمات الإلكترونية: خدمات البحث الآلي، وقاعدة بيانات المكتبة، وقواعد المعلومات، وخدمة الإنترنت، وخدمة الوسائط المتعددة، وخدمة الإنترنت اللاسلكي.

### الخدمات المساندة (الثانوية)
وهي خدمات إضافية تختص بمساعدة مجموعات معينة من الزوار داخل المكتبة. وتشمل هذه الخدمات: الغرف الدراسية للطلاب، ومرافق مخصصة لذوي الاحتياجات الخاصة، وخدمات رسائل الفاكس، والتغليف الحلزوني والحراري، والتصوير غير الملون أو الملون للكتب، وقاعات متعددة الاستخدامات، والطباعة العادية أو الملونة بواسطة أجهزة الحاسب، والمسح الضوئي، وأقراص فيديو رقمية، وقرص مدمج لحفظ الوثائق التي يحتاجها الزائر.

## وصلات خارجية
- ثقافة دبي، مكتبة الطوار
- خرائط جوجل، الموقع الرسمي للمكتبة